# Гримальди, Дэн
Дэниел «Дэн» Гримальди (англ. Dan Grimaldi) — американский актёр кино и телевидения, известный ролью Пэтси Париси в культовом криминально-драматическом телесериале канала HBO «Клан Сопрано».

## Образование
Гримальди имеет степень бакалавра по математике Фордемского университета, степень магистра в области исследования операций Нью-Йоркского университета и доктора философии по обработке данных Городского университета Нью-Йорка. Преподавал на кафедре математики и компьютерных наук при Kingsborough Community College в Бруклине.

## Фильмография
| Год       |    | Русское название               | Оригинальное название          | Роль                        |
| --------- | -- | ------------------------------ | ------------------------------ | --------------------------- |
| 1979      | ф  | Не заходи в дом                | Don't Go in the House          | Донни Колер                 |
| 1991—2001 | с  | Закон и порядок                | Law & Order                    | разные роли                 |
| 1994      | ф  | Норт                           | North                          | продавец хот-догов          |
| 1994      | ф  | Круклин                        | Crooklyn                       | Con Ed Man                  |
| 1997      | с  | Полицейские под прикрытием     | New York Undercover            | Майк Уэйтс                  |
| 1998      | с  | Полиция Нью-Йорка              | NYPD Blue                      | Джон Латона                 |
| 1999      | с  | Третья смена                   | Third Watch                    | бармен                      |
| 2000      | ф  | Ярды                           | The Yards                      | Executive One               |
| 2000—2007 | с  | Клан Сопрано                   | The Sopranos                   | Филли Париси / Пэтси Париси |
| 2002      | ки | Mafia: The City of Lost Heaven | Mafia: The City of Lost Heaven | Фрэнк Коллетти              |
| 2011      | с  | Голубая кровь                  | Blue Bloods                    | Томми Барроне-старший       |